# Verena Peter
Verena Peter (* 24. September 1954 in Basel, Schweiz) ist eine deutsche Schauspielerin.

## Leben
Verena Peter absolvierte ihre Schauspielausbildung an der Hochschule der Künste Berlin und begann ihre Karriere am Theater, wo sie unter anderem mit Hans Neuenfels zusammen gearbeitet hatte.
Verena Peter wirkte von 1976 bis 2009 in mehr als 30 Film-und-Fernsehproduktionen mit. Einem breiten Publikum bekannt wurde sie vor allem ab 1987 durch ihre Rolle als Dr. Karin Plessers in der Serie Die Schwarzwaldklinik.
Ferner betätigte sie sich auch als Chanson-Sängerin, Modedesignerin und Heilpraktikerin.

## Filmografie
- 1976: Wege ins Leben (1 Folge)
- 1980: Der Erfinder
- 1980–1984: Derrick (Fernsehserie, 5 Folgen)
- 1982: Klein Zaches, genannt Zinnober
- 1982: Wir haben uns doch mal geliebt
- 1982: Domino
- 1983: Heinrich Penthesilea von Kleist
- 1984: Bali
- 1984: Mensch Bachmann (6-teilige Miniserie)
- 1986: Polizeiinspektion 1 (Fernsehserie, 1 Folge)
- 1986–1996: Der Alte (Fernsehserie, 4 Folgen)
- 1987–1989: Drei Damen vom Grill (Fernsehserie, 8 Folgen)
- 1988–1989: Die Schwarzwaldklinik (Fernsehserie, 18 Folgen)
- 1988: Mission Terra
- 1990: Liebling Kreuzberg (Fernsehserie, 1 Folge)
- 1993: Hecht & Haie (Fernsehserie, 1 Folge)
- 1993: Auf eigene Gefahr (Fernsehserie, 1 Folge)
- 1994: Florida Lady (Fernsehserie, 1 Folge)
- 1995: Tatort: Rückfällig
- 1995: Das alte Haus
- 1999: Männer und andere Katastrophen
- 2001: Frauen, die Prosecco trinken
- 2003: Mutter kommt in Fahrt
- 2003: Dr. Sommerfeld – Neues vom Bülowbogen (Fernsehserie, 1 Folge)
- 2004: Schöne Witwen küssen besser
- 2006: Die Frau im roten Kleid
- 2007: Eins zu Null für die Liebe
- 2008: Monogamie für Anfänger
- 2008: Familie Dr. Kleist (Fernsehserie, 1 Folge)
- 2009: SOKO München (Fernsehserie, 1 Folge)